# Аксьонова Огдо Єгорівна
Огдо Єгорівна Аксьонова (справжнє ім'я Євдокія, долг. Огдуо Аксьонова); 8 лютого 1936, Боганіда — 14 лютого 1995, Дудінка) — долганська радянська поетеса, основоположник долганської письмової літератури.

## Біографія
Вірші почала писати ще в школі. За оповідання «Павло Чуприн» у 1956 році отримала в газеті «Радянський Таймир» премію.
В Попигаї Огдо стала культпрацівником. У 1967 році Огдо нагородили орденом «Знак Пошани».
У 1969 році Норильська газета «Заполярна правда» опублікувала в перекладі Валерія Кравця і перші вірші Аксьонової. Після виходу «Заполярної правди» Аксьоновій тут же запропонували опублікувати вірші в популярному журналі «Працівниця».
Пізніше у Аксьонової з'явилася задумка надрукувати свої вірші і казки долганською. Якутські поліграфісти пообіцяли підібрати потрібні шрифти, які б враховували специфіку долганської мови. Книга вийшла в 1973 році. Вона отримала назву «Бараксан».
Другу книгу Аксьонова хотіла повністю побудувати на пісенному матеріалі. Вона назвала її «Пісні долган». Красноярський композитор Леонід Масленников вперше всі мелодії долган наніс на ноти.
У 1977 році Аксьонова вступила на московські Вищі літературні курси.
Трохи раніше Аксьонова з подачі Валентина Берестова познайомилася з Московським письменником Леонідом Яхніним, який взявся перекладати її вірші та казки для дітей. Валентин Берестов взявся пробивати матеріали цього дуету в Столичне видавництво «Малыш». У результаті видана дитяча книга «Морошка».
На Вищих літературних курсах Аксьонова всерйоз звернулася до проблем долганської писемності. У листі своєму першому перекладачеві Валерію Кравцю вона в березні 1978 року повідомляла, що хоче врахувати досвід інших народів. «Зараз впритул зайнялася нашим алфавітом, — писала Аксьонова. — У якутів п'ять букв візьму і хочу у казахів дві букви взяти».
Перший проєкт свого алфавіту Аксьонова підготувала вже до кінця 1978 року. Її варіант багато в чому підтримали Новосибірські філологи.
У 1979 році затверджено долганський алфавіт. Через рік начальство дозволило організувати в одній зі шкіл Дудінки експериментальне навчання першокласників за рукописним букварем Аксьонової, а в 1983 році красноярські поліграфісти видали на ротапринті четвертий варіант підручника, за яким стали займатися вже шість шкіл Таймирського округу. У 1990 році видавництво «Просвещение» випустило сьому версію долганського букваря Аксьонової, яка отримала офіційне визнання влади.
Всі 1980-і роки Аксьонова займалася також складанням словника долганської мови на чотири тисячі слів для початкової школи і вивірянням матеріалів томських учених для академічного словника, до якого увійшло двадцять тисяч слів.
Огдо Аксьонова також працювала старшим редактором у Національному відділі окружного радіо.
Під кінець життя Аксьонова вирішила повернутися до старої обрядової поезії долган.
Померла Огдо Аксьонова в ніч на 14 січня 1995 року.